# 国営アルプスあづみの公園
国営アルプスあづみの公園（こくえいあるぷすあづみのこうえん）は、長野県安曇野市、大町市、北安曇郡松川村にある総面積353ヘクタールの国営公園。

## 概要
「自然と文化に抱かれた 豊かな自由時間活動の実現」をテーマにして、2004年7月24日に全国で16番目、甲信越地方では国営越後丘陵公園に次ぐ2番目の国営公園として、長野県南安曇郡堀金村・穂高町（当時）に堀金・穂高地区部分が暫定的にオープンした。2009年7月18日には大町・松川地区部分（大町市、北安曇郡松川村）が開園。2014年に堀金・穂高地区で新しいエリアがオープンし、新しく穂高口が新設された。
2016年6月18日に大町・松川地区に「自然体験ゾーン」142ヘクタール、堀金・穂高地区に「里山文化ゾーン」49ヘクタールが追加開園し全面開園となり整備が完了した。
堀金・穂高地区は長野自動車道安曇野ICの西約7kmに位置し、烏川を中心とする扇状地と古城山から角蔵東側山麓のエリアにあり、西側に県営烏川渓谷緑地が隣接している。
大町・松川地区は安曇野ICから約25kmほど。穂高川支流の乳川（ちがわ）を中心とした扇状地エリアにある。
公園は塩島大建設省公園緑地課長（後に衆議院議員）が考案した。建設省令で長野県は関東地方と合わせて1つと定められており、先に国営ひたち海浜公園の整備が進む中、大蔵省は計画に難色を示した。竹下登自民党幹事長の力により、国営公園の配置基準が緩やかになり1990年に事業は開始された。塩島大が亡くなった後は地盤を引き継いだ村井仁（衆議院議員、後に長野県知事）が事業を推し進めた。
2009年度までの事業費は穂高・穂高地区が300億円、大町・松川地区が260億円。
2016年6月の完成までの両地区の整備費用は、611億円
堀金・穂高地区、大町・松川地区ともに安曇野アートライン加盟施設となっている。

## 営業時間
- 春（3月1日～6月30日） 9:30-17:00
- 夏（7月1日～8月31日） 9:30-18:00
- 秋（9月1日～10月31日） 9:30-17:00
- 冬（11月1日～2月末日） 9:30-16:00

- 休園日 - 月曜日（祝日の場合は直後の平日）、12月31日、1月1日

## 料金
- 大人（15歳以上） 450円（20名以上の団体は290円）
- シルバー（65歳以上）210円
- 小人（小中学生） 無料
- 幼児 無料
- ２日間通し券（大人）500円、（65歳以上）250円
  - ほかに発行から1年間有効の年間パスポート（大人4,500円、シルバー2,100円）もあり
  - また、同日内であれば堀金・穂高地区と大町・松川地区は1回分の入園料で利用可能。
  - 団体は小学生以上の入園者数20名以上
  - 身体障害者手帳、療育手帳、精神障害者保健福祉手帳を提示した者及び付き添いの方1名は無料。

## 施設

### 堀金・穂高地区施設
- 田園文化ゾーン
  - ガイドセンター
  - 中央口
  - あづみの学校
  - テーマ展示館
  - 多目的ホール
  - レストランあづみの
  - 展望テラス
  - 段々花畑
  - 段々原っぱ
  - 野の休憩所
  - マシュマロドーム
  - 水辺の休憩所
  - 円形ステージ　
  - 古墳の森
  - こどもの森
  - 冒険の森
  - 渓流広場
  - 烏川吊橋
  - 石切跡の小径
  - 竜の広場
- 里山文化ゾーン
  - 堀金口
  - 古田
  - サンクチュアリ
  - 展望広場
  - 棚田
  - 農家風あづまや
  - 水車小屋
  - 岩原口
  - 須砂渡口ゲート

### 大町・松川地区施設
- センターゾーン
  - インフォメーションセンター
  - レンタル棟
  - 休憩棟レストラン
  - デイキャンプ場
  - 空中回廊
- 保全ゾーン
  - 森のゲート
  - いきものの森
- 林間レクリエーションゾーン
  - 森の体験舎
  - 大草原の家
  - 林間アスレチック
- 渓流レクリエーションゾーン
  - 河畔広場
  - 渓流ピクニック広場
- 自然体験ゾーン
  - スポーツと遊びの森のエリア
  - 河畔探勝エリア
  - リフレッシュの森・渓流エリア
  - 川遊び・乳川河原エリア
  - みんなの森づくりエリア

## イベント

### 春
- SPRING FESTA 4月下旬から5月中旬

### 夏
- 夏のアルプス大冒険

### 秋
- 秋・紅葉の森フェスタ　10月上旬から11月上旬

### 冬
- 光の森のページェント 11月下旬から12月下旬

## 沿革
- 1990年（平成2年） - 事業採択[8]。
- 1990年（平成2年）7月 - 基本計画[8]
- 1992年（平成4年） - 用地着手[8]
- 2004年（平成16年）7月24日 - 堀金・穂高地区27ha一部開園[8]
- 2009年（平成21年）7月18日 - 大町・松川地区79ha一部開園[8]
- 2015年（平成27年）8月6日 - 開園以来の累計入園者数が400万人を達成[9]
- 2016年（平成28年）6月18日 - 堀金・穂高地区49ha(里山文化ゾーン)、大町・松川地区142ha(自然体験ゾーン)が開園し全面開園[10][2]。

## 交通アクセス

### 堀金・穂高地区
- 北緯36度18分51.7秒 東経137度50分30.3秒 / 北緯36.314361度 東経137.841750度
- JR穂高駅よりあづみ野エンジョイバス（季節運行）の「アルプス公園線」で約13分、「国営アルプスあづみの公園」下車。地理的には同じくJRの豊科駅や柏矢町駅のが近いが、これらの駅からの定期運行の路線バスはない。
- JR豊科駅からタクシーで約10分。
- JR柏矢町駅からタクシーで約15分。
- JR穂高駅からタクシーで約15分。
- 長野自動車道安曇野インターチェンジから、約15分。
- 駐車場
  - 中央口：普通車　約700台（大型バス　11台／身障者専用　7台）
  - 穂高口：普通車　約350台（大型バス　 6台／身障者専用　8台）

※この他、ゴールデンウィークなどの繁忙期にはJR豊科駅からのシャトルバスが運行されることがある（片道200円）

### 大町・松川地区
- 北緯36度27分31.7秒 東経137度49分2.4秒 / 北緯36.458806度 東経137.817333度
- 7月～10月の土曜・休日に、周遊バス｢信濃大町ぐるりん号｣が運行されている。[11]JR信濃大町駅より15分程度。※循環路線のため、復路は信濃大町駅まで約36分

なお、このバスは「安曇野ちひろ美術館」にてあづみ野周遊バスに乗り継ぐと、堀金・穂高地区へアクセス可能である。バス車内などで共通乗り継ぎ券も販売されている。
地理的には同じくJRの安曇沓掛駅や信濃常盤駅のが近いが、これらの駅からの定期運行の路線バスは無い。
かつてはJR信濃大町駅より大町市民バス『ふれあい号』常盤コース清水線で約25分『国営公園』で下車（土曜・日曜・祝日運休）が可能であった。
- JR信濃大町駅からタクシーで約20分、約3000円。
- JR安曇沓掛駅からタクシーで約10分、約2000円。
  - 安曇沓掛駅はタクシーが常駐していないので、別途迎車料が必要。
- 長野自動車道安曇野インターチェンジから、約30分。
- 駐車場 普通車 約600台（大型バス 5台／身障者専用 8台）

## ギャラリー

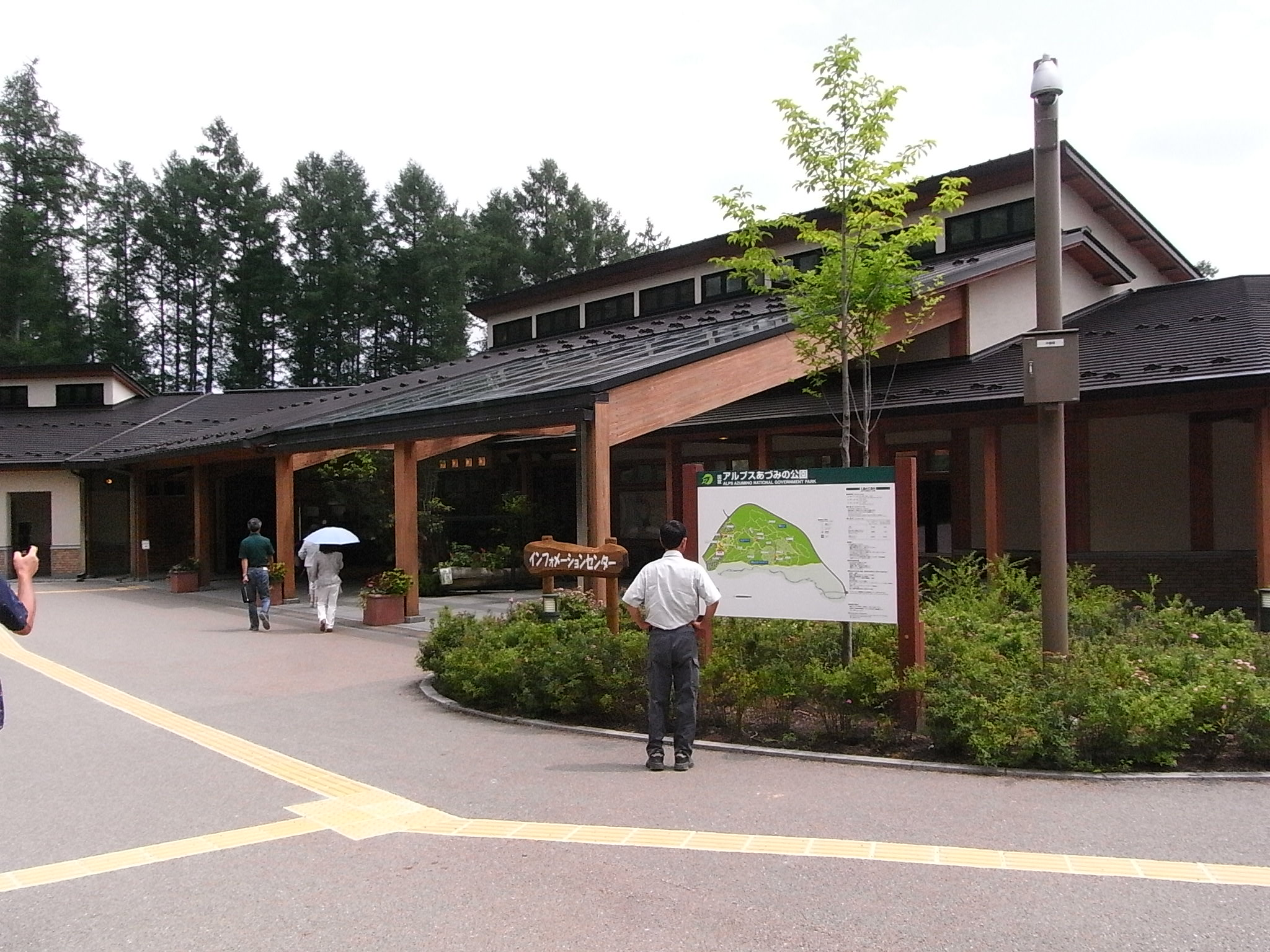
あづみの学校（2009年8月6日撮影）
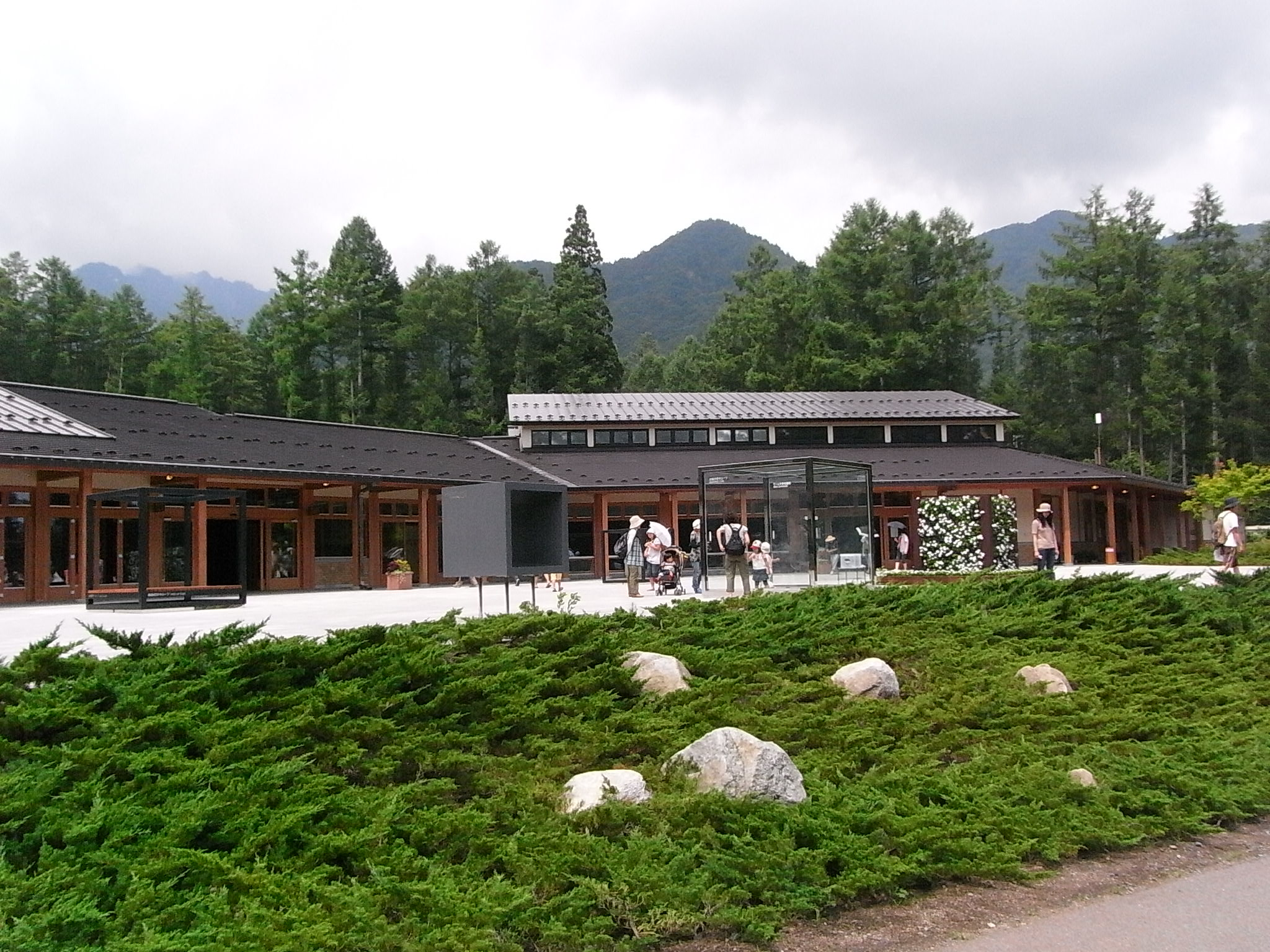
同左（2009年8月6日撮影）
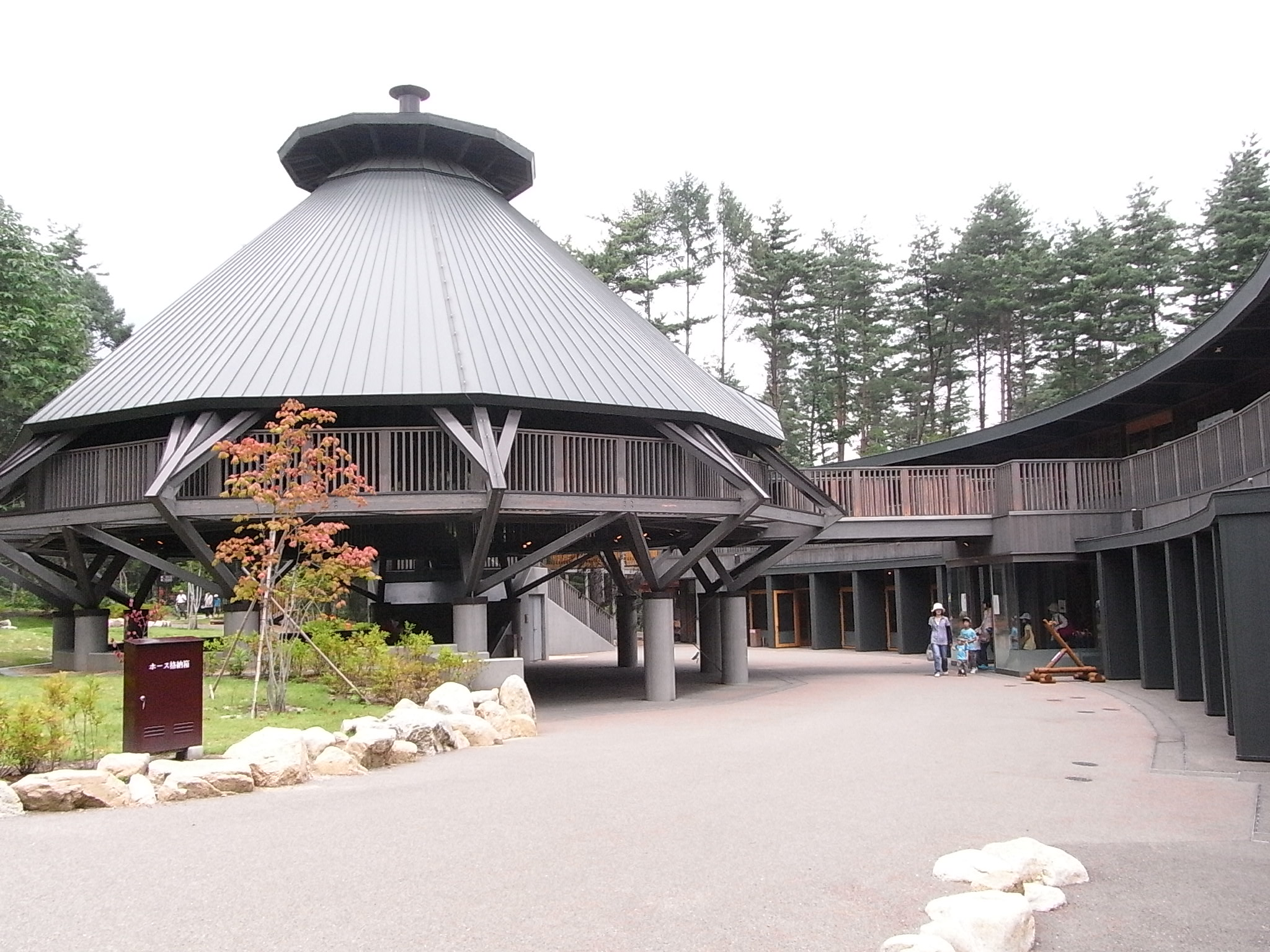
同左（2009年8月6日撮影）
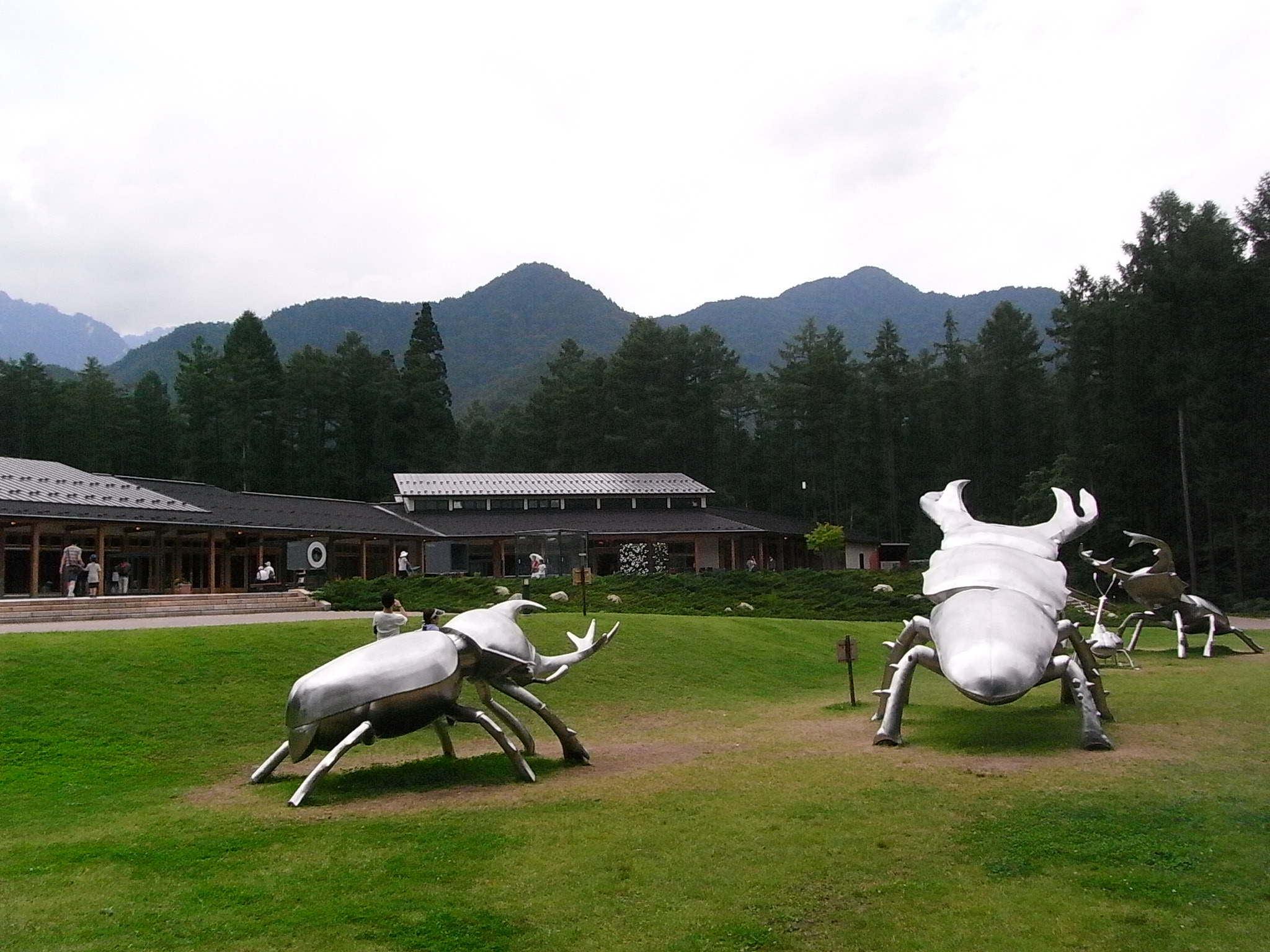
広場（2009年8月6日撮影）
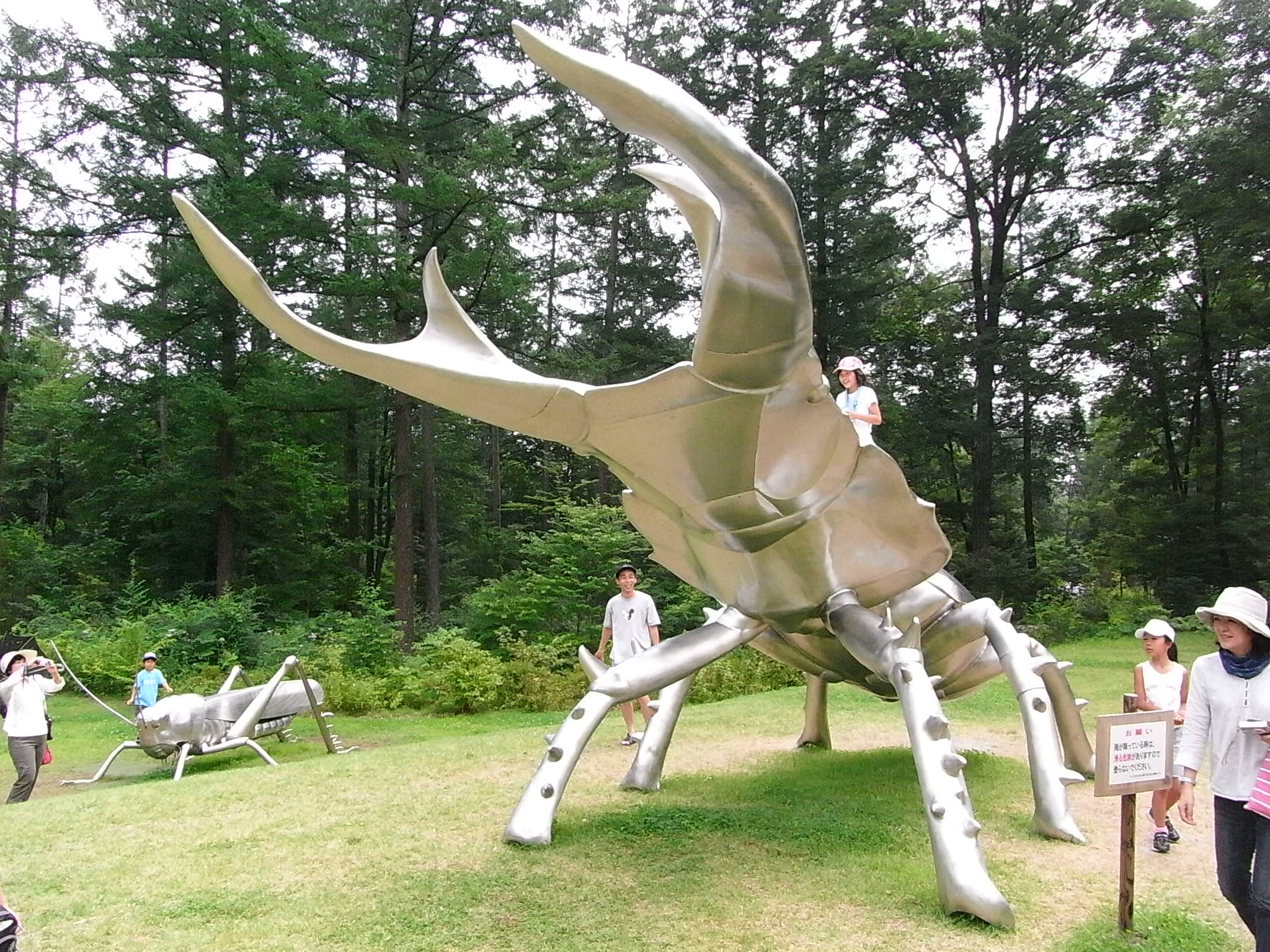
同左（2009年8月6日撮影）
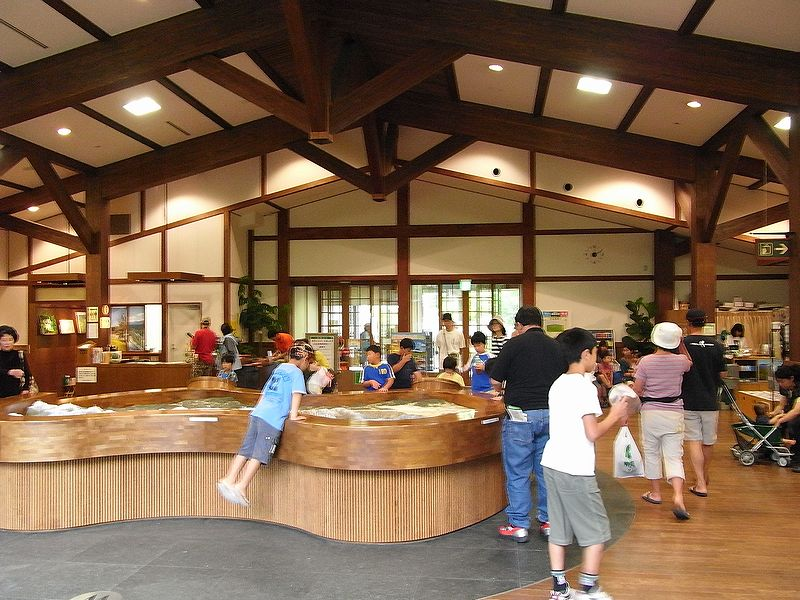
ガイドセンター（2008年8月19日撮影）

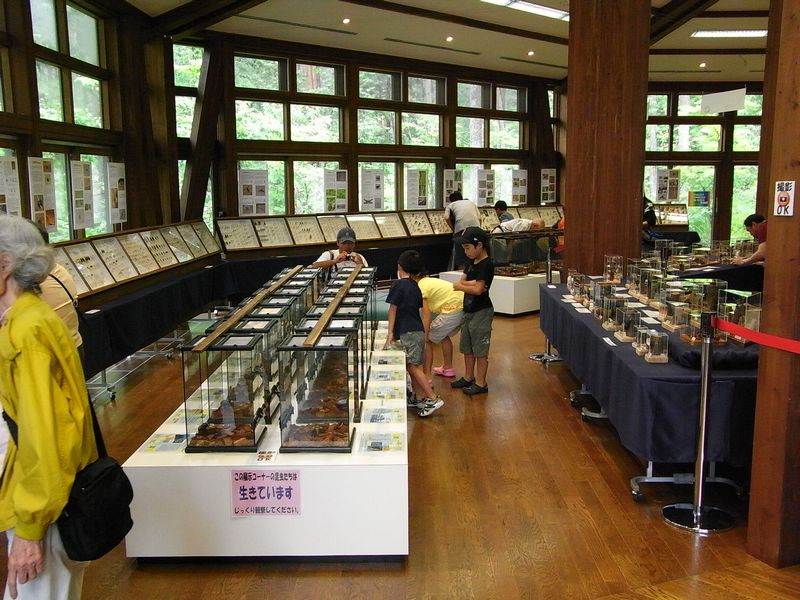
観察室（2008年8月19日撮影）
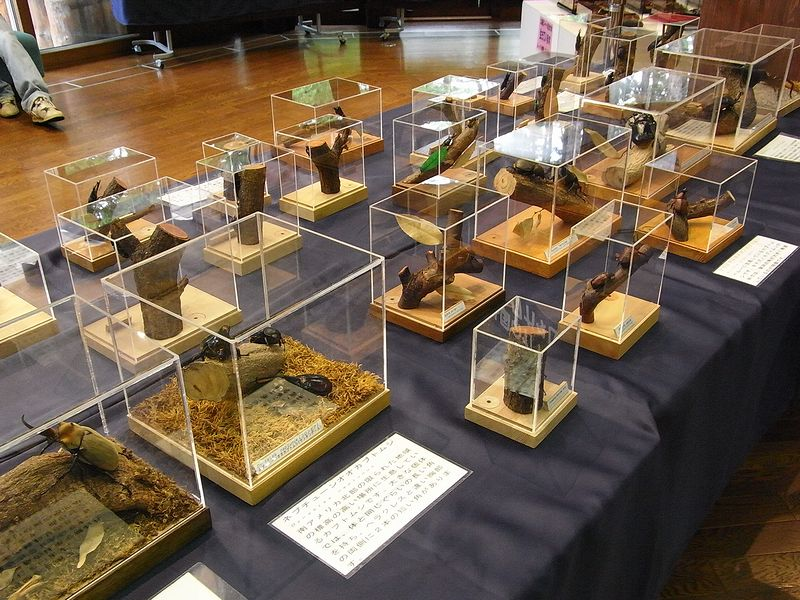
観察室（2008年8月19日撮影）
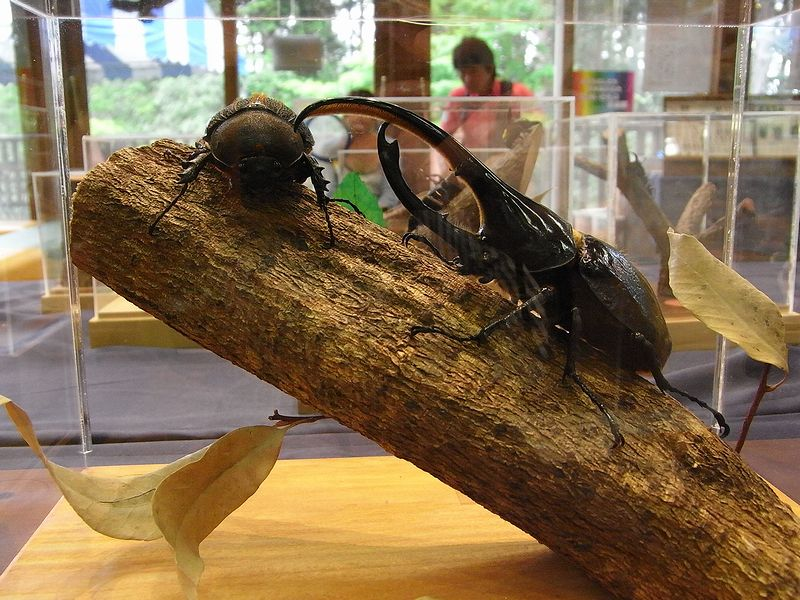
観察室の生きた「ケラクレス」（2008年8月19日撮影）

## 周辺施設
- 烏川渓谷緑地
- 穂高神社
- 仁科神明宮（国宝）
- 穂高古墳群
- 常念岳（日本百名山）
- 有明山
- 餓鬼岳（日本二百名山）